# Christine Blasey Ford
Pour les articles homonymes, voir Ford (homonymie).
Christine Margaret Blasey Ford, née le 28 novembre 1966 dans le comté de Montgomery (Maryland), est une psychologue américaine, professeur de psychologie à l'université de Palo Alto. En 2018, elle accuse Brett Kavanaugh, alors candidat à la Cour suprême des États-Unis, d'agression sexuelle.

## Biographie

### Jeunesse et études
Christine Blasey Ford naît et grandit dans le comté de Montgomery, dans le Maryland, où elle fait ses études secondaires à la Holton-Arms School,. Elle obtient une licence en psychologie expérimentale en 1988 à l'université de Caroline du Nord à Chapel Hill. Elle fait son master en psychologie clinique à l'université Pepperdine en 1991 puis obtient son doctorat à l'université de Caroline du Sud en 1996.

### Carrière
Elle est professeur à l'université de Palo Alto, enseignant la psychologie clinique. Elle est également professeur chercheur en psychologie à Stanford.

### Accusation à l'égard de Brett Kavanaugh

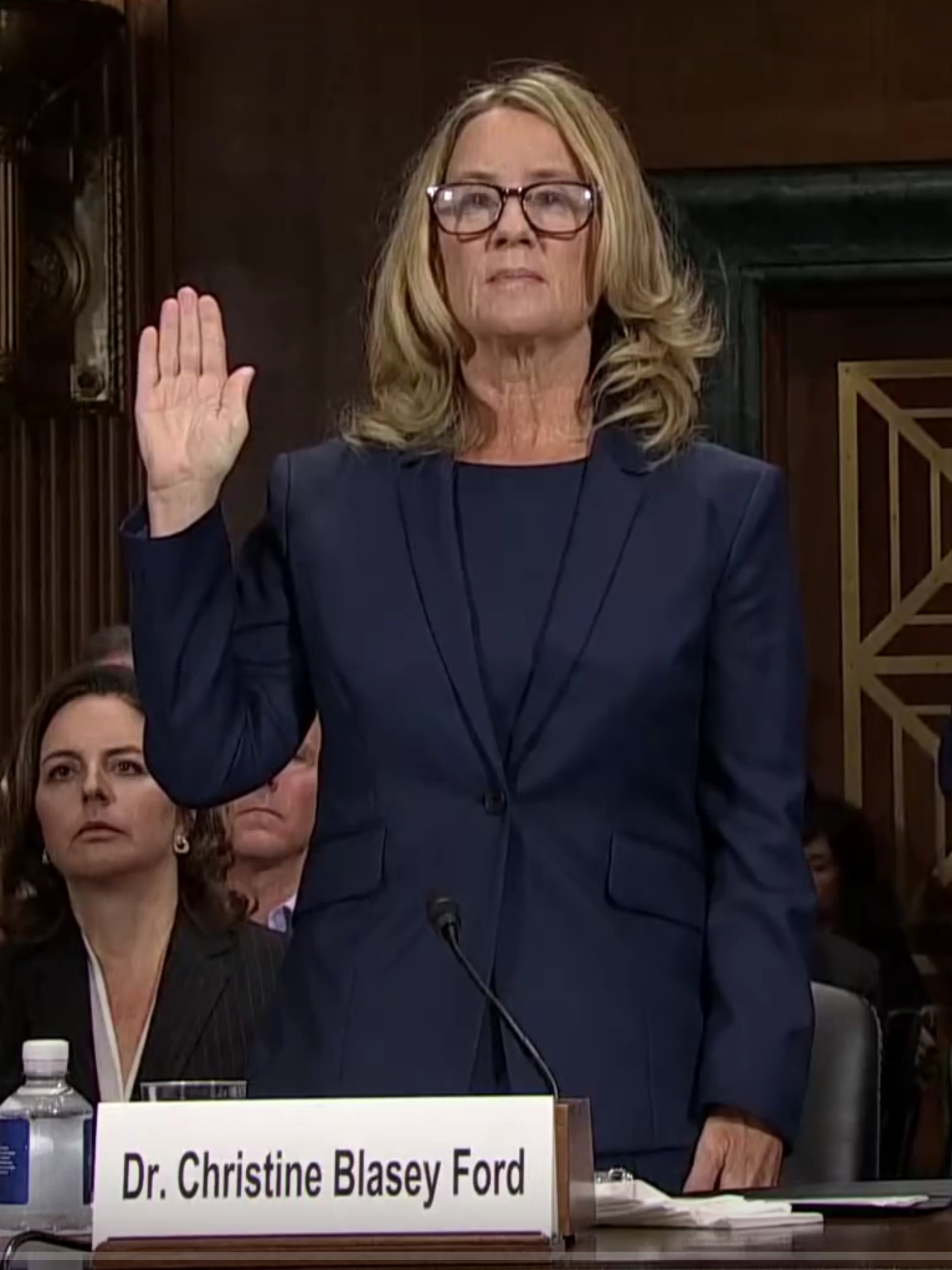
Christine Blasey Ford se lève pour prêter serment.

En 2012, lors d'une thérapie de couple, elle parle pour la première fois de son agression sexuelle, vécue alors qu'elle était encore lycéenne, décrivant les garçons comme devenus « des membres respectés et de haut-rang de la bonne société de Washington ». En juillet 2018, elle contacte la membre du Congrès de son comté, la démocrate Anna Eshoo qui transmet alors une lettre à la sénatrice Dianne Feinstein, où Blasey Ford décrit l'agression et demandant à la sénatrice de garder le secret.
Le 16 septembre 2018, Christine Blasey Ford affirme que Brett Kavanaugh, candidat à la Cour suprême des États-Unis, l'a agressée sexuellement en 1982, dans ce qu'elle décrit comme une tentative de viol alors qu'elle avait 15 ans et lui 17. Le futur juge récuse totalement les affirmations. Les faits se sont déroulés lors d'une soirée de lycée. Avant son audition, elle avoue à un journaliste, « Je ne suis pas ici aujourd’hui parce que je le veux. Je suis terrifiée. Je suis ici parce que j’estime qu’il est de mon devoir civique de vous dire ce qui m’est arrivé lorsque Brett Kavanaugh et moi étions au lycée. » Le 27 septembre, elle est appelée à témoigner devant le Sénat des États-Unis, tandis que la nomination de Brett Kavanaugh est mise en pause le temps des auditions. Les sénateurs républicains tentent de discréditer son témoignage, en faisant intervenir une lettre d'un de ses anciens petits-amis avouant avoir vu Christine Blasey Ford aider, dans les années 1990, une de ses amies à se préparer à passer au détecteur de mensonge. L'audition au Sénat est suivie par près de 20 millions d'Américains. Après son témoignage, elle ne peut plus rentrer chez elle, victime de menaces de mort de la part de partisans de Brett Kavanaugh.
Le 2 octobre, elle est victime de moqueries de la part du président Donald Trump, imitant ses difficultés à se souvenir des détails de son agression, lors d'un meeting dans le Missouri,. Quelques jours après la nomination du juge Kavanaugh à la Cour suprême le 7 octobre, des citations extraites du témoignage de Christine Blasey Ford devant le Sénat des États-Unis sont taguées sur les murs de l'Université Yale où elle fut étudiante en même temps que le juge et où son agression se serait déroulée[réf. nécessaire].
Un rapport du FBI dévoilé le 4 octobre 2018 indique que « rien » ne confirme les accusations d'agressions sexuelles portées contre Brett Kavanaugh. Les démocrates dénoncent une enquête incomplète.
Elle fait la couverture du Times du 15 octobre 2018, son portrait créé par l'artiste John Mavroudis à partir des citations de son témoignage,. Dans les semaines qui suivent son accusation, de nombreuses fausses photos d'elle sont publiées sur Internet pour tenter de la discréditer, soit en tentant de saper sa réputation ou en essayant de la faire passer pour une opposante au juge Kavanaugh et à Donald Trump.
Début novembre 2018, une des accusatrices, qui reprochait à Kavanaugh de l'avoir violée avec un ami, avoue avoir menti ; elle voulait par là, dit-elle, empêcher l'accession à la Cour suprême du juge.

## Publications

### Livres
- Helen Chmura Kraemer et Christine M. Blasey, How Many Subjects? : Statistical Power Analysis in Research, SAGE Publishing, 2015, 152 p. (ISBN 978-1-4833-1954-4)
- (en) Christine Blasey, Joseph K. Belanoff, Charles DeBattista, Alan F. Shatzberg, Gerald P. Koocher, John C. Norcross et Beverly A. Greene, Psychologists' Desk Reference : Third Edition, Oxford, Oxford University Press, 2013, 812 p. (ISBN 978-0-19-984549-1, lire en ligne), « Adult Psychopharmacology »

### Articles
- Christine M. Blasey, Charles DeBattista, Robert Roe, Thaddeus Block et Joseph K. Belanoff, « A multisite trial of mifepristone for the treatment of psychotic depression: A site-by-treatment interaction », Contemporary Clinical Trials, vol. 30, no 4,‎ 2009, p. 284–288 (ISSN 1551-7144, DOI 10.1016/j.cct.2009.03.001)
- C. M. Blasey, T. S. Block, J. K. Belanoff et R. L. Roe, « Efficacy and Safety of Mifepristone for the Treatment of Psychotic Depression », Journal of Clinical Psychopharmacology, vol. 31, no 4,‎ 2011, p. 436–440 (PMID 21694614, DOI 10.1097/JCP.0b013e3182239191)
- Christine Blasey, Carina McLain et Joseph Belanoff, « Trough Plasma Concentrations of Mifepristone Correlate with Psychotic Symptom Reductions: A Review of Three Randomized Clinical Trials », Current Psychiatry Reviews, vol. 9, no 2,‎ 2013, p. 148 – 154 (DOI 10.2174/1573400511309020009)
- Nolan R. Williams, Boris D. Heifets, Christine Blasey, Keith Sudheimer, Jaspreet Pannu, Heather Pankow, Jessica Hawkins, Carolyn I. Rodriguez et Alan F. Schatzberg, « Attenuation of Antidepressant Effects of Ketamine by Opioid Receptor Antagonism », American Psychiatric Association,‎ 29 août 2018 (DOI 10.1176/appi.ajp.2018.18020138)